# Vedby distrikt
Vedby distrikt är ett distrikt i Klippans kommun och Skåne län. 
Distriktet ligger öster om Klippan. 

## Tidigare administrativ tillhörighet
Distriktet inrättades 2016 och utgörs av en del av området som Klippans köping omfattade till 1971, delen som före 1952 utgjorde Vedby socken.
Området motsvarar den omfattning Vedby församling hade vid årsskiftet 1999/2000.